# Odjursberget
Odjursberget är ett naturreservat i Bodens kommun i Norrbottens län.
Området är naturskyddat sedan 2010 och är 1,8 kvadratkilometer stort. Reservatet omfattar öst och sydsluttningar av Odjursbergetner mot ett område med våtmark och tjärnar. Reservatet består av gammal tallskog och lövrik blandskog,  